# Vadillo Castril
Vadillo Castril es una pedanía del municipio de Cazorla, situada en la parte nororiental de la comarca de Sierra de Cazorla (provincia de Jaén), en el sureste de España. Cerca de esta localidad se encuentran los núcleos de Burunchel y Arroyo Frío.
Anejo a la antigua serrería de RENFE se encuentra el Centro de Capacitación y Experimentación Forestal, que ofrece los estudios de Gestión Forestal y del Medio Natural, siendo un referente en la educación de estas materias a nivel nacional.